# ホイヒリンゲン
ホイヒリンゲン (ドイツ語: Heuchlingen) は、ドイツ連邦共和国バーデン＝ヴュルテンベルク州シュトゥットガルト行政管区のオストアルプ郡に属す町村（以下、本項では便宜上「町」と記述する）である。

## 地理

### 位置
ホイヒリンゲンは、シュヴェービッシュ・グミュントとアーレンとの間、シュヴェービッシェ・アルプ東端のライン川（コッハー川支流）の谷に位置している。ライン川はホイヒリンゲンの町をほぼ等面積に二分している。

### 隣接する市町村
この町は、北はシェヒンゲンおよびアプツグミュント（ラウバッハ地区）、東は郡庁所在地アーレンおよびエッシンゲン、南はメグリンゲンおよびベービンゲン・アン・デア・レムス、西はイギンゲンおよびゲッギンゲン（ホルン地区）と境を接している。

### 自治体の構成
自治体としてのホイヒリンゲンは、ホイヒリンゲン、ホルツロイテン両地区の他いくつかの小集落、農場からなる。

### 土地利用
| 土地利用種別面積 | 農業用地 | 森林   | 住宅地 | 産業用地 | 交通用地 | 水域  | レジャー用地 | その他 |
| ---------------- | -------- | ------ | ------ | -------- | -------- | ----- | ------------ | ------ |
| 面積 (km2)       | 6.23     | 1.35   | 0.49   | 0.06     | 0.52     | 0.10  | 0.07         | 0.21   |
| 占有率           | 69.0 %   | 15.0 % | 5.4 %  | 0.7 %    | 5.8 %    | 1.1 % | 0.8 %        | 2.3 %  |

州統計局の2019年現在のデータによる。

## 歴史
ホイヒリンゲンは1236年に初めて文献に記録されている。この町は1603年からエルヴァンゲン修道参事会諸侯領に属した。ヴュルテンベルク王国では、この修道参事会諸侯領の他の地域とは異なり、ホイヒリンゲンは1803年からオーバーアムト・アーレンに属した。1938年以後ホイヒリンゲンはシュヴェービッシュ・グミュント郡に属したが、1973年の郡の再編によりオストアルプ郡に編入された。

## 住民

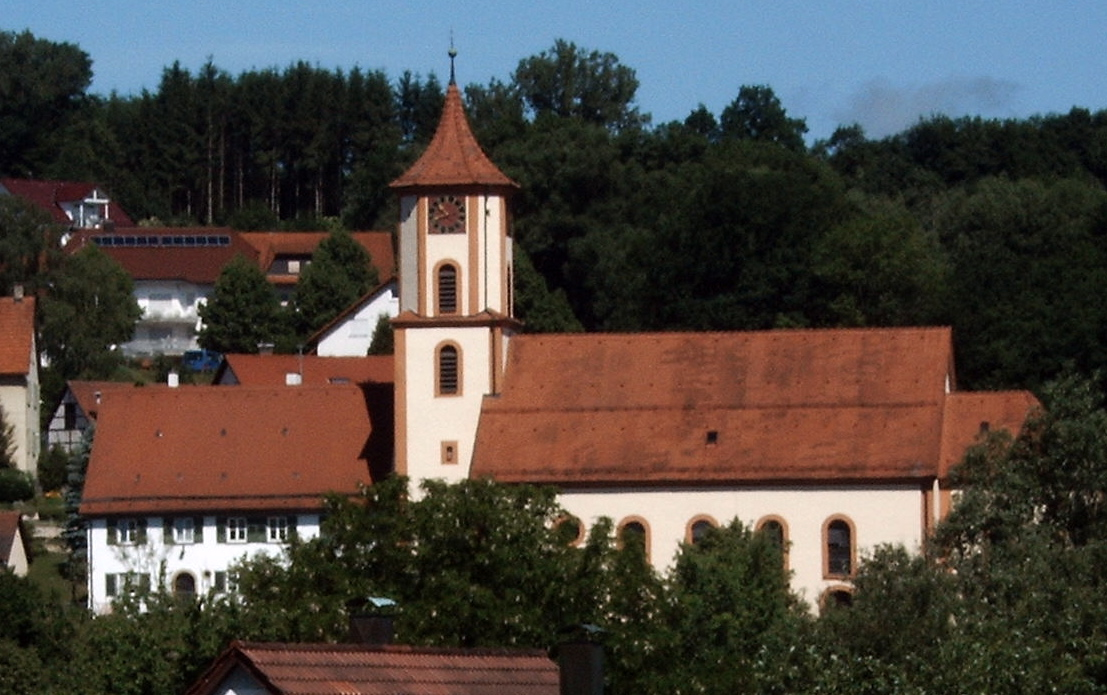
ホイヒリンゲンの聖フィトゥス教会

### 宗教
ホイヒリンゲンには、ローマ＝カトリック教会の聖フィトゥス教会がある。福音主義の信者はオーバーベービンゲン教会に属す。

## 行政

### 行政共同体
この町は独立した自治体である。1973年の行政改革以後、この町はホイバッハを主邑とするローゼンシュタイン行政共同体に属している。この行政共同体にはこの他にバルトロメ、ベービンゲン、ホイバッハ、メグリンゲンが属している。

### 議会
この町の議会は、10人の町議会議員と町長で構成されている。

### 首長
2002年から、ペーター・ラングがこの町の町長を務めている。

## 経済と社会資本
ホイヒリンゲンは、大きな街アーレン (14 km) とシュヴェービッシュ・グミュント (14 km) との間の、オストアルプ郡の田舎地域に位置している。総面積は 903 ha である。交通の便や公共旅客交通機関の運行は良好である。最寄りの鉄道駅はわずか 4 km 離れたメグリンゲンにある。ホイヒリンゲンの町は主にベッドタウンであるが、その美しい風景から「ラインタールの真珠」とも呼ばれる。この町は近年、「我らの村が美しい - 我らの村には未来がある」コンクールで。多くの賞を受賞している。
ホイヒリンゲンには様々な手工業者や小規模企業が存在知る。工業系大企業は存在しない。この町は公共の社会資本が大変に充実している。学校、スポーツ施設、行政機関といった公共施設は、良い状態で町の中心に位置している。

### 教育
ホイヒリンゲンには幼稚園が1園あり、1歳の幼児から受け容れている。子供たちは、年齢や必要な保育状況によって様々なグループがある。
町の中心に、児童数約 60人の基礎課程学校がある。この学校は、近年大規模な修繕がなされた。スポーツ施設（町立ホール、スポーツグラウンド、遊戯広場、空き地）は学校に接しており、休息や休日に利用できる。
この他の種類の学校（専修学校、実科学校、ギムナジウム、一般学校）は、周辺 10 km 圏のアプツグミュント、ベービンゲン・アン・デア・レムス、ホイバッハ、ラインツェルにある。

### クラブ、協会
この町の人口 1,800人に対して、地元のクラブ会員数は延べ 3,000人を超える。最大のクラブは、体操クラブ・ホイヒリンゲン 1922 e.V. である。このクラブの10部門には、1,000人以上が登録しており、レジャースポーツ、健康スポーツ、トップスポーツに参加している。この他のクラブには、騎馬・乗馬クラブ・ホイヒリンゲン（会員数 500人以上）、音楽クラブ、リーダークランツ（歌唱クラブ）、果樹園・庭園造園クラブ、ASHA 援助クラブ、ホルツロイテン地域会、シュヴェービッシェ・アルプ協会や VdKの地区グループなどがある。